# Гібрид білого та бурого ведмедя
Гібрид білого та бурого ведмедя — міжвидовий ведмежий гібрид, гролар, (англ. grizzly + polar), або полярний гризлі (Ursus arctos x maritimus), що зареєстрований як в неволі, так і в дикій природі. До 2006 року цей гібрид був кілька разів отриманий в неволі, і вважався "криптидом" — гіпотетичною твариною, якої в природі не існує.
У 2006 році вперше за допомогою аналізу ДНК було неспростовно доведено, що існування такого гібриду можливе в природі.

## Біологія
Білий ведмідь та грізлі (підвид бурого ведмедя, що мешкає на заході Канади на Алясці) дуже схожі генетично, і можуть давати плодюче потомство. Згідно зі строгим розумінням визначення біологічного виду, це свідчить про те, що бурий та білий ведмідь належать до одного виду; але, тим не менше, беручи до уваги комплекс ознак (а не цю єдину), вірнішим виявляється їхнє розділення — тим більше, що їхнє схрещування відбувається настільки рідко, що змішування генетичного матеріалу є мінімальним.

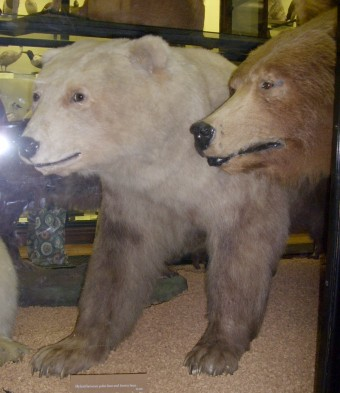
Опудало гібрида білого та бурого ведмедя з Ротшильдівського зоологічного музею, в профіль

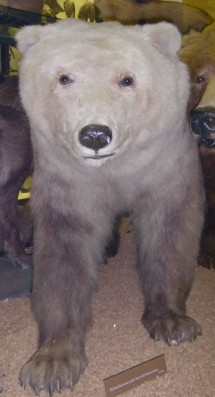
Опудало гібрида білого та бурого ведмедя з Ротшильдівського зоологічного музею, анфас

## Гібриди в неволі

### Гібриди з європейським бурим ведмедем
- Перші достовірні відомості про отримання гібриду бурого та білого ведмедей походять з зоопарку німецького міста Галлє, де, починаючи з 1874 року, кілька разів відбулося народження гібридних ведмежат. Кількох таких ведмежат згодом було виставлено в Лондонському зоопарку. Гібридні ведмеді з Галлє виявились здатними до розмноження, як при спаровуванні між собою, так і з батьківськими видам. Ці гібриди з Галлє були білими при народженні, але пізніше ставали блакитно-бурими або жовто-бурими.
- З 1876 року в зоопарку Штутгарта (Німеччина) самиця європейського бурого ведмедя чотири рази народжувала потомство від самця білого ведмедя. Гібриди були здатні до розмноження як при схрещуванні між собою, так і з батьківськими видами.
- Зараз дорослий гібрид європейського бурого та білого ведмедя, народжений в 19-му столітті, демонструється в Ротшильдовському зоологічному музеї (Трінг, Велика Британія).

### Гібриди з ведмедем-кадьяком
"Кадьяк" — назва підвида бурого ведмедя з південно-західного узбережжя Аляски та острова Кадьяк, за яким підвид отримав свою назву. Цей підвид вважається в середньому найбільшим серед всіх інших бурих ведмедів.
- В 1936 році самець білого ведмедя спарувався з самицею бурого ведмедя-кадьяка в Національному Зоопарку в США, в результаті чого народилось троє ведмежат. Один з них, на прізвисько Віллі, дорослим набув винятково великих розмірів. Всі гібриди виявились здатними до розмноження при спаровуванні між собою.
- В 1970 році журнал National Geographic (Том 137:4, квітень 1970) опублікував статтю "Білий тигр в моїй домівці", де Елізабет Рід згадувала, як була прийомною матір'ю для трьох гібридних ведмежат, народжених в Національному Зоологічному Парку в Вашингтоні (США), де її чоловік того часу був директором.

## Гібриди в природі
В природних умовах гібриди білого та бурого ведмедя відмічені тільки на території Північної Америки.
Попри те, що ці види генетично досить близькі і трапляються на одній і тій самій території, вони звичайно уникають один одного в природі, займаючи різні екологічні ніші. Грізлі (і всі інші підвиди бурого ведмедя) звичайно живуть та розмножуються на суходолі, в той час як білі ведмеді віддають перевагу життю (і часто — розмноженню) на кризі. Але глобальне потепління останнім часом призвело до скорочення площі постійної криги, що робить важчим притримування білими ведмедями звичного середовища. Завдяки цьому білі ведмеді заходять далі, ніж звичайно, в глибину суходолу, що збільшує імовірність їхньої зустрічі з бурими ведмедями протягом сезону парування. Разом з цим, бурих ведмедів в останні 5-10 років відмічають на крайніх північних ділянках суходолу та узбережжя Північної Америки: узбережжя моря Бофорта, острови Банкс, Вікторія та Мелвілл в Північному Льодовитому океані.
Втім, це все не пояснює можливої появи гібридів в дикій природі в 19-му сторіччі (час, коли з'явились перші відомості про вполювання схожих звірів).

### Достовірні  ранні знахідки
В 1864 році Клінтон Харт Меріан, зоолог та таксономіст ведмедів-грізлі, описав тварину, вбиту біля озера Рандеву, Північно-західні території як "каламутно-білого, із золотисто-коричневою мордою". Цю тварину вважають першим задокументованим гібридом білого ведмедя та ведмедя-грізлі в природі.
Аналогічний ведмідь був впольований на о. Кадьяк. В 1943 році Клара Хельгасон, уродженка цього острова, описала незвичайного ведмедя, якого місцеві мисливці вбили в часи її дитинства. Це був великий, майже білий ведмідь з шерстю на подушечках лап. Наявність шерсті на підошвах є однією з діагностичних ознак білого ведмедя; то ж, разом з забарвленням та загальною будовою тіла, це була ознака, що дозволила ідентифікувати тварину як гібрид бурого та білого ведмедя, а не аномально світло забарвленого бурого ведмедя-кадьяка.

### Знахідка 2006 року
16 квітня 2006 року мисливець-спортсмен Джим Мартель з Айдахо застрелив білого ведмедя незвичайного виду на острові Банкс (Північно-західні території). Наступні аналізи ДНК, результати яких були опубліковані 11 травня 2006 року, довели, що вбита тварина є потомством самиці білого ведмедя та самця бурого ведмедя-грізлі. Це стало першим точно доведеним випадком знаходження гібриду білого та бурого ведмедя в природі. Також цей аналіз ДНК врятував Джима Мартела від штрафу в 1000 канадських доларів та ризику річного ув'язнення за вбивство ведмедя-грізлі (мисливець мав ліцензію тільки на відстріл білого ведмедя).
Вбита тварина була білого кольору, з темними колами навколо очей, дуже довгими кігтями, невеликим горбом на спині (що є характерною рисою бурих ведмедів), коричневими плямами на шерсті, та дещо "покатою" мордою, завдяки піднятій до рівня очей основі носа, що є характерною рисою бурого ведмедя, але не білого.
Також навесні 2006 року Колін Аджун, єгерь з міста Куглуктук (західний Нунавут) доповідав, що чув від місцевих ескімосів історії про дивно забарвленого ведмедя, який тримався разом з парою білих. Цей незвичайний ведмідь був "світло-шоколадного кольору", що дозволяє припустити, що це був гібрид білого та бурого ведмедів.